# Juan García Manrique
Juan García Manrique (?–1416) foi um clérigo e estadista castelhano.

## Biografia
Pertencente à poderosa linhagem Manrique. Segundo filho de García II Fernández Manrique de Lara, quinto senhor de Amusco e prefeito de Castela, e de Urraca de Leyva.
Foi cônego e arquidiácono de Talavera, arquidiácono de Calatrava. Bispo de Orense, nomeado em 5 de janeiro de 1371, sob a proteção de seu tio paterno, o arcebispo de Toledo Gómez Manrique. Após a morte do arcebispo, uma parte do concílio de Toledo o elegeu para ocupar a arquidiocese de Toledo, enquanto a outra optou por Pedro Cabeza de Vaca, mas o Papa Gregório XI resolveu a disputa nomeando Pedro Tenorio.
Juan García Manrique ocupou então o bispado de Siguença, em 5 de outubro de 1375, sendo ao mesmo tempo, chanceler-maior dos reis Henrique II e João I. Com o primeiro, foi notário-mor do reino de Leão e juiz da Corte Real, além de seu testamentário, função para a qual também foi nomeado por João I. Enviado para a diocese de Burgos, em 20 de agosto de 1381, e desta foi promovido em 11 de agosto do ano seguinte ao arcebispado de Santiago de Compostela, onde se destacou como líder nos confrontos armados durante a crise de 1383-1385.
Seu estatuto de testamentário colocou-o no centro da luta política, aquando da morte deste último monarca, com a minoria de idade de Henrique III. Neste contexto tornou-se uma das figuras politicamente mais influentes, atuando como presidente do Conselho de Regência após as Cortes de Madrid, no início de 1391, o que o colocou em conflito especialmente acirrado com o arcebispo de Toledo, Pedro Tenorio, que nunca aceitou a plena legitimidade daquele Conselho de Regência, pelo que boa parte da regência girou em torno desta rivalidade que remontava à promoção à mitra de Toledo de Tenorio, em detrimento da pretensão de Manrique pelo mesmo.
Após as novas Cortes realizadas em Madrid em 1393 e a proclamação da maioria de Henrique III, a influência política de Pedro Tenorio foi aumentando rapidamente, em detrimento do seu inimigo pessoal Juan García Manrique. Neste contexto tão negativo para os seus interesses, refugiou-se na Galiza, cujo controlo total procurou converter no seu principal trunfo contra a posição cada vez mais sólida de Tenorio.
Foi nomeado Administrador de Tui em 28 de janeiro de 1394.
No final do século XIV, em desacordo com o arcebispo de Toledo Pedro Tenorio e insatisfeito porque o rei castelhano Henrique III havia reconhecido o Papado de Avinhão, García se exilou em Portugal, onde com a mediação do rei português D. João I foi nomeado arcebispo de Braga e bispo de Coimbra. Segundo a Catholic Hierarchy, foi apenas Administrador de Braga, nomeado em 2 de junho de 1402, sem menção a Coimbra.